# Kallima ugiensis
Kallima ugiensis är en fjärilsart som beskrevs av Hans Fruhstorfer 1913. Kallima ugiensis ingår i släktet Kallima och familjen praktfjärilar. Inga underarter finns listade i Catalogue of Life.